# سیارک ۷۸۳۳
سیارک ۷۸۳۳ (به انگلیسی: 7833 Nilstamm، نامگذاری:1993FV32) هفت هزار و هشتصد و سی و سومین سیارک کشف شده‌است که در ۱۹ مارس ۱۹۹۳ کشف شد.
قدر مطلق سیارک برابر ۱۳٫۸۰ است.